# Черногорово (Хасковська область)
Черного́рово (болг. Черногорово) — село в Хасковській області Болгарії. Входить до складу общини Димитровград.

## Населення
За даними перепису населення 2011 року у селі проживали 889 осіб.
Національний склад населення села:
| Національність   | Кількість осіб | Відсоток |
| ---------------- | -------------- | -------- |
| болгари          | 483            | 95,8%    |
| цигани           | 16             | 3,2%     |
| турки            | 0              | 0%       |
| інша             | 0              | 0%       |
| не визначились   | 5              | 1,0%     |
| Всього відповіли | 504            |          |

Розподіл населення за віком у 2011 році:
Динаміка населення: